# جيمس كار
جيمس كار (بالإنجليزية: James Carr)‏ هو سياسي أمريكي، ولد في 9 سبتمبر 1777 في بانجور في الولايات المتحدة، وتوفي في 24 أغسطس 1818 في لويفيل في الولايات المتحدة بسبب غرق. حزبياً، نشط في الحزب الفيدرالي الأمريكي. وقد انتخب عضو مجلس نواب ماساتشوستس وانتخب عضو مجلس النواب الأمريكي.